# František Vohryzek
František Vohryzek (ur. 9 stycznia 1907 w Pradze, zm. 27 stycznia 1997 w Montrealu) – czechosłowacki szermierz, brązowy medalista mistrzostw świata.
Podczas mistrzostw świata w Pieszczanach w 1938 roku reprezentacja Czechosłowacji w składzie: Hervarth Frass von Friedenfeldt, Jiří Jesenský, Jindřich Kakos, Bohuslav Kirchmann, Zdenko Rybka i František Vohryzek zdobyła brązowy medal we florecie drużynowym.
Brał udział w igrzyskach olimpijskich w Berlinie w 1936 roku, gdzie we florecie drużynowym odpadł w ćwierćfinałach. Startował tam również w szpadzie, drużynowo docierając do ćwierćfinałów, a indywidualnie odpadł w pierwszej rundzie. 
Vohryzek ukończył studia prawnicze na Uniwersytecie Karola. Po zajęciu Czechosłowacji przez III Rzeszę w trakcie II wojny światowej wyjechał do Paryża, gdzie 16 września 1939 roku wstąpił do francuskiej armii. Po ewakuacji do Wielkiej Brytanii dołączył do sił czechosłowackich na Zachodzie. Od 1 stycznia 1944 walczył na froncie wschodnim. Wojsko opuścił 16 grudnia 1944 roku w stopniu kapitana. W 1952 wyemigrował przez Austrię do Kanady, gdzie zamieszkał, zmieniając nazwisko na Frank Vernon.